# SFC Opava
Slezský FC Opava (celým názvem: Slezský fotbalový club Opava, a.s.) je český profesionální fotbalový klub, který sídlí ve slezském městě Opava. Tým hraje druhou nejvyšší českou soutěž Chance Národní ligu. Své domácí zápasy sehrává na stadionu v Městských sadech s kapacitou 7 550 diváků. Klubové barvy jsou žlutá a modrá. 
Od sezóny 2021/22 působí v 2. české fotbalové lize.
Fanklub má družbu s příznivci polského klubu Śląsk Wrocław, největším rivalem je Baník Ostrava. Nejlepším týmovým umístěním dosud bylo 6. místo v české 1. lize.

## Historie

### Německý fotbal v Opavě
V roce 1907 byl v Opavě založen Troppauer Fussballverein, první oficiální zápas se v Opavě uskutečnil 14. července téhož roku, kdy TFV porazil hosty z Ratiboře 6:0. V následujícím roce vznikly v Opavě další dva kluby, český Slezan Opava a německý Troppauer Sportklub. Ukázalo se, že hřiště třem mužstvům nestačí, a tak se v roce 1909 TFV spojil s cyklistickým kroužkem I. Schlesischer Radfahrer Verein Troppau do Deutscher Sportverein Troppau za účelem výstavby nového hřiště na místě nepoužívaného cyklodromu v městském parku u restaurace „U střelnice“. Díky nadšení příznivců při výstavbě bylo hřiště otevřeno už 25. dubna téhož roku.
Nejslavnější éra klubu před 2. světovou válkou nastala v letech 1922 až 1924, kdy se účastnil nejvyšší soutěže Německého fotbalového svazu v ČSR. Další úspěšná doba pak přišla v letech 1933 až 1935 při účasti v Oberklasse, resp. Oberlize. V roce 1939 vznikl z původního DSV nový klub pod názvem NSTG Troppau. Tento nově vytvořený klub býval účastníkem sudetské skupiny Gauligy, nejvyšší fotbalové soutěže ve Velkoněmecké říši. Zanikl v roce 1945 po vyhnání německého obyvatelstva z území města.

### Český fotbal v Opavě
Po válce byla Opava rozbombardovaná, rychle se však konstituoval nový čistě český klub SK Slezan Opava a začal hrát na hřišti U střelnice. V roce 1945 byl Slezan zařazen do I. B třídy Slezské župy. V té době existovaly v Opavě ještě SK Slezská Slavia Opava a Posádková XI Opava. V roce 1949, po sjednocení tělovýchovy, byl klub přejmenován na Sokol Slezan Opava, hned v následujícím roce však přijal název Svaz průmyslu jemného pečiva Opava.
Od roku 1950 se objevují první zmínky o Ostroji Opava. V roce 1953 se kvalifikačního turnaje o postup do krajského přeboru účastnily Ostroj i SPJP. V nové sezóně 1953 působil Ostroj už jako Dobrovolná sportovní organizace Baník Opava. V průběhu sezóny 1955 se Baník Opava sloučil s TJ Tatran Opava. O rok později byl otevřen nový stadion v Gottwaldových sadech. V roce 1958 se klub přejmenoval na TJ Ostroj Opava, v následujícím roce pak postoupil do moravské divize. V letech 1960 až 1965, kdy postoupil do divize, hrál Ostroj krajský přebor. V divizi však vydržel pouze rok a vrátil se do ní zase až v roce 1969, odkud za 3 roky postoupil do 3. ligy, v roce 1973 byl pak otevřen nový stadion v Gottwaldových sadech na místě někdejšího škvárového hřiště. V roce 1977 byla zrušena celostátní 2. liga, a tak se Česká národní liga i s týmem Opavy stala druhou nejvyšší soutěží. V roce 1981 byla ČNL zúžena ze 2 skupin na jednu, a tak Opava sestoupila do II. ČNFL, tedy třetí nejvyšší soutěže. O čtyři roky později klub postoupil do I. ČNFL.
Po roce 1989 se fotbalový klub oddělil od TJ a vznikla akciová společnost FK Ostroj Opava. Dne 22. června 1994 začala spolupráce s Kaučukem Kralupy a vznikla společnost s ručením omezením FC Kaučuk Opava. O rok později se podařil historický postup do 1. ligy. V roce 1998 se klub přejmenoval na SFC Opava, o dva roky později sestoupil, za další rok se na rok vrátil, v roce 2003 se pak Opava vrátila znovu, o dva roky později se však klub dostal do existenčních problémů a sezónu 2005/06 odehrál pouze v krajském přeboru. Správu klubu tehdy převzalo město Opava. Další sezónu už odkoupil práva na 2. ligu, odkud měl ambice postoupit zpět do nejvyšší soutěže. V sezóně 2009/10 sestoupil do MSFL, když v posledním kole prohrál s Vlašimí 3:1, ale v sezoně 2010/11 skončila Opava na prvním místě a postoupila tak zpět do 2. nejvyšší soutěže. Do třetí ligy opět sestoupila v ročníku 2012/13. Po roce se opět vrátila do 2. ligy.
V sezóně 2016/17 se (tou dobou druholigový) Slezský FC Opava probojoval až do finále českého poháru, při své pouti vyřadil čtyři prvoligová mužstva: 1. FC Slovácko, FC Viktoria Plzeň, FC Zbrojovka Brno a FK Mladá Boleslav. Ve finále hraném 17. května 2017 na Andrově stadionu v Olomouci pak podlehl 0:1 klubu FC Fastav Zlín.
V dubnu 2017 se město, většinový majitel držící 264 z 266 akcií, rozhodlo nabídnout dvoutřetinový podíl (174 akcií) k odprodeji za 50 miliónů Kč. V červnu téhož roku o akcie projevila zájem společnost TICC, GmbH sídlící ve Švýcarsku s údajným čínským kapitálem v pozadí. Kvůli nejasnostem ohledně investora (neproplacená kauce, nejasnosti ohledně původu kapitálu firmy) však zastupitelstvo prodej neschválilo. V sezóně 2017/18 se Slezský FC Opava po 13 letech opět probojoval do 1. ligy. Kvůli stavbě povinného vyhřívaného trávníku, jehož výstavba se protáhla do začátku nové sezóny, odehrál SFC svá úvodní domácí utkání v azylu na stadionu v Brně. Den před komunálními volbami z 5. října 2018 schválilo zastupitelstvo města prodej dvoutřetinového podílu v klubu zahraniční bankovní společnosti Group Privee & Cie Limited, kterou zastupoval podnikatel Martin Groh. Nová povolební koalice sestavená 16. října však jako jednu ze svých programových priorit uváděla zastavení tohoto prodeje. Dne 30.11.2018 bylo oznámeno, že původní představenstvo klubu v čele s předsedou Markem Hájkem podalo rezignaci.
Před koncem roku 2018 dne 30.12.2018 zasedala valná hromada společnosti kde došlo ke zvolení nového představenstva klubu. Předsedou se stal Bc. Petr Glončák. Na tiskové konferenci, která proběhla 3.6.2019, byla oznámena nová organizační struktura klubu, ve které byl na pozici ředitele klubu zvolen Petr Machovský. Ke dni 19.9.2019 Petr Machovský na vlastní žádost ukončil působení ve funkci ředitele klubu.  Dne 26.9.2019 vzhledem kvůli dlouhodobě neuspokojivým sportovním výsledkům byl odvolán trenér A týmu Ivan Kopecký. Na jeho místo krátkodobě nastoupil asistent trenéra Josef Dvorník a sportovní ředitel Alois Grussmann. V ročníku 2020/21 bylo v první lize výjimečně 18 ligových klubů a vědělo se, že na konci sezóny budou ligu opouštět 3 nejslabší týmy. Opava byla z ligy nejslabší, což potvrzuje i tabulka - SFC Opava během sezóny nasbírala pouhých 17 bodů z 34 zápasů. Opava vyhrála pouze 3 z nich a v 8 jen remizovala. Statistika dále potvrzuje, že Opava měla nejhorší útok ligy (23 vstřelených gólů) i nejhorší obranu ligy (71 obdržených gólů). V následujícím ročníku 2021/22 1.ligy bylo Slezské zastoupení pouze na Baníku Ostrava a Karviné.
V druholigové sezoně 2021/22 skončili Opavští třetí, čímž si zajistili baráž. V dvojzápase s pražskými Bohemians doma prohráli 0:1, ve venkovní odvetě padli 2:0. V prosinci byl kvůli neshodám odvolán trenér West a podepsán Peter Hlinka. Ten však Opavě bojující o záchranu nepomohl a po tom, co za 8 ligových zápasů jeho mužstvo nezvítězilo, byl v dubnu 2023 odvolán. Na jeho místo nastoupil Miloslav Brožek, který pomohl v posledním kole proti Varnsdorfu udržet v Opavě druhou ligu.
Dne 9. ledna 2024 koupila klub žilinská firma A.I.K. spol. s.r.o. od Statutárního města Opavy. 18. března 2024 Andrej Krajíček převzal akcie a stal se novým majitelem SFC. Slezanům se po výhrách např. nad brněnskou Zbrojovkou či Duklou Praha povedlo dostat do semifinále MOL Cupu, kde se utkali s tehdy mistrovskou Spartou. Prohráli 2:0 a Letenští pohár dotáhli do vítězného konce. V sezoně 2024/25 po zářijových povodních hráli podzimní část v Hlučíně, v jarní fázi budou hrát v Dolním Benešově. Pětiměsíční černá série bez výhry v lize vyústila v to, že 15. března 2025 po prohře 1:2 s Líšní byl trenér Zápotočný odvolán. Prozatímním trenérem se stal asistent Ondřej Gazdoš, než ho o 6 dnů později vystřídal trenér Nádvorník.
V červenci 2025 se žlutomodří vrátili do domácího prostředí, stadion v Městských sadech se vlivem nového generálního partnera nově jmenuje Simply Arena.

## Historické názvy
Německé oddíly
Zdroj: 
- 1907 – Troppauer FV (Troppauer Fussballverein)
- 1909 – fúze s I. Schlesischer RV Troppau (Radfahrer Verein; 1884–1909) ⇒ DSV Troppau (Deutscher Sportverein Troppau)
- 1939 – zánik fúzí s DSK Troppau (Deutscher Sportklub; 1923–1939)
- 1939 – vytvoření nového klubu NSTG Troppau (Nationalsozialistische Turngemeinde Troppau)
- 1945 – zánik

Současný český oddíl
Zdroj: 
- 1945 – SK Slezan Opava (Sportovní klub Slezan Opava)
- 1948 – Sokol Slezan Opava
- 1950 – ZSJ SPJP Opava (Základní sportovní jednota Svaz průmyslu jemného pečiva Opava)
- 1953 – TJ Jiskra Opava (Tělovýchovná jednota Jiskra Opava)
- 1954 – TJ Tatran Opava (Tělovýchovná jednota Tatran Opava)
- 1955 – fúze s DSO Baník Opava (1951–1955) ⇒ DSO Baník Opava (Dobrovolná sportovní organizace Baník Opava)[43]
- 1958 – TJ Ostroj Opava (Tělovýchovná jednota Ostroj Opava)
- 1990 – FK Ostroj Opava (Fotbalový klub Ostroj Opava)
- 1994 – FC Kaučuk Opava (Football Club Kaučuk Opava)
- 1998 – SFC Opava, a.s. (Slezský fotbalový club Opava, akciová společnost)

## Soupiska
| #  | Pozice | Hráč            |
| -- | ------ | --------------- |
| 1  | B      | Matěj Hafera    |
| 3  | O      | Adam Buchta     |
| 4  | O      | Jaromír Srubek  |
| 5  | O      | Sebastian Pejša |
| 6  | O      | Jiří Janoščín   |
| 8  | O      | Felix Čejka     |
| 9  | Z      | Barnabáš Lacík  |
| 10 | Ú      | Ladislav Mužík  |
| 11 | Ú      | Tomáš Rataj     |
| 13 | Z      | Jakub Fabiánek  |
| 14 | Z      | Marcel Novák    |
| 16 | Z      | Eliáš Barteska  |
| 19 | Z      | Papalelé        |

| #  | Pozice | Hráč                  |
| -- | ------ | --------------------- |
| 20 | O      | Roman Zálešák         |
| 21 | Z      | Nikola Turanjanin     |
| 22 | O      | Matěj Helešic         |
| 23 | O      | Ondřej Lehoczki       |
| 26 | Ú      | El Hadji Latyr Ndiaye |
| 28 | Z      | Adam Sochor           |
| 29 | Z      | Jakub Rezek           |
| 31 | B      | Jiří Ciupa            |
| 34 | Z      | Daniel Kaštánek       |
| 40 | Ú      | Hamza Abdullahi       |
| 77 | B      | Matouš Babka          |
| 99 | O      | Wilson Mootoo         |
|    | Ú      | Hale Lombard          |

### Změny v kádru v letním přestupovém období 2025-2026
| Příchody |                     |                       |     |                   |                           |
| Poz.     | Nár.                | Hráč                  | Věk | Odkud přišel      | Typ                       |
| O        | Česko               | Roman Zálešák         | 24  | FK Varnsdorf      | volný hráč                |
| O        | Česko               | Adam Buchta           | 20  |                   | posun z B-týmu            |
| O        | Česko               | Matěj Helešic         | 28  | FK Pardubice      | změna hostování v přestup |
| O        | Česko               | Sebastian Pejša       | 20  | TJ Unie Hlubina   | konec hostování           |
| Z        | Česko               | Jakub Fabiánek        | 22  | SK Sigma Olomouc  | přestup                   |
| Z        | Česko               | Barnabáš Lacík        | 23  | MFK Vyškov        | přestup                   |
| Z        | Slovensko           | Marcel Novák          | 23  | MFK Vyškov        | přestup                   |
| Z        | Bosna a Hercegovina | Nikola Turanjanin     | 24  | FK Laktaši        | volný hráč                |
| Z        | Česko               | Eliáš Barteska        | 16  |                   | posun z akademie          |
| Z        | Česko               | Daniel Kaštánek       | 22  | AC Sparta Praha B | hostování                 |
| B        | Česko               | Jiří Ciupa            | 27  | TS Galaxy         | přestup                   |
| Ú        | Nigérie             | Hamza Abdullahi       | 19  | Nigérie           | přestup                   |
| Ú        | Senegal             | El Hadji Latyr Ndiaye | 26  | FC Zlín           | hostování                 |
|          |                     |                       |     |                   |                           |

| Odchody |           |                     |     |                              |                           |  |
| Poz.    | Nár.      | Hráč                | Věk | Kam odešel                   | Typ                       |  |
| B       | Česko     | Adam Richter        | 26  | MFK Chrudim                  | konec smlouvy             |  |
| O       | Česko     | Patrik Wehowský     | 20  | MFK Chrudim                  | změna hostování v přestup |  |
| O       | Česko     | Matěj Hýbl          | 30  | MFK Chrudim                  | konec smlouvy             |  |
| O       | Slovensko | Tomáš Jaššo         | 21  | MŠK Žilina                   | konec hostování           |  |
| O       | Německo   | Valentin Metgenberg | 21  |                              | ukončení smlouvy          |  |
| Z       | Česko     | Adam Ondráček       | 30  | FK Arsenal Česká Lípa        | konec smlouvy             |  |
| Z       | Česko     | Filip Blecha        | 27  | FC Zbrojovka Brno            | konec smlouvy             |  |
| Ú       | Česko     | Bohdan Velička      | 26  | FK Frýdek-Místek             | hostování                 |  |
| Z       | Nigérie   | Solomon Omale       | 24  | FC Sellier & Bellot Vlašim   | konec smlouvy             |  |
| Ú       | Česko     | Libor Kozák         | 36  |                              | konec kariéry             |  |
| O       | Slovensko | Šimon Mičuda        | 21  | MFK Tatran Liptovský Mikuláš | přestup                   |  |
| Z       | Česko     | Ondřej Strnadel     | 18  | MFK Karviná                  | hostování                 |  |
| Ú       | Česko     | Josef Blatný        | 20  | FK SK Polanka nad Odrou      | hostování                 |  |
| Z       | Česko     | Michael Vladař      | 19  | TJ Unie Hlubina              | hostování                 |  |
|         |           |                     |     |                              |                           |  |

## Umístění v jednotlivých sezonách

### TJ Tatran Opava (1945 – 1954)
Stručný přehled
Zdroj:
- 1945–1946: 1. B třída Slezské župy
- 1946–1947: 1. A třída Slezské župy
- 1947–1949: 1. B třída Slezské župy
- 1950: 1. třída
- 1951: Krajská soutěž – Ostrava
- 1952–1954: Okresní soutěž – Opavsko

Jednotlivé ročníky
Zdroj:
Legenda: Z – zápasy, V – výhry, R – remízy, P – porážky, VG – vstřelené góly, OG – obdržené góly, +/- – rozdíl skóre, B – body, červené podbarvení – sestup, zelené podbarvení – postup, fialové podbarvení – reorganizace, změna skupiny či soutěže
| Československo (1945 – 1954) |                          |        |   |   |   |   |    |    |     |   |        |
| Sezóny                       | Liga                     | Úroveň | Z | V | R | P | VG | OG | +/- | B | Pozice |
| 1945/46                      | 1. B třída Slezské župy  | 4      | … | … | … | … | …  | …  | …   | … | 3.     |
| 1946/47                      | 1. A třída Slezské župy  | 3      | … | … | … | … | …  | …  | …   | … |        |
| 1947/48                      | 1. B třída Slezské župy  | 4      | … | … | … | … | …  | …  | …   | … |        |
| 1948/49                      | 1. B třída Slezské župy  | 4      | … | … | … | … | …  | …  | …   | … |        |
| 1950                         | 1. třída                 | 4      | … | … | … | … | …  | …  | …   | … |        |
| 1951                         | Krajská soutěž – Ostrava | 2      | … | … | … | … | …  | …  | …   | … | 8.     |
| 1952                         | Okresní soutěž – Opavsko | 3      | … | … | … | … | …  | …  | …   | … | 3.     |
| 1953                         | Okresní soutěž – Opavsko | 4      | … | … | … | … | …  | …  | …   | … |        |
| 1954                         | Okresní soutěž – Opavsko | 4      | … | … | … | … | …  | …  | …   | … |        |

### DSO Baník Opava (1952 – 1954)
Stručný přehled
Zdroj:
- 1952: Okresní soutěž – Opavsko
- 1953–1954: Krajská soutěž – sk. B

Jednotlivé ročníky
Zdroj:
Legenda: Z – zápasy, V – výhry, R – remízy, P – porážky, VG – vstřelené góly, OG – obdržené góly, +/- – rozdíl skóre, B – body, červené podbarvení – sestup, zelené podbarvení – postup, fialové podbarvení – reorganizace, změna skupiny či soutěže
| Československo (1952 – 1954) |                          |        |    |    |   |   |    |    |     |    |        |
| Sezóny                       | Liga                     | Úroveň | Z  | V  | R | P | VG | OG | +/- | B  | Pozice |
| 1952                         | Okresní soutěž – Opavsko | 3      | …  | …  | … | … | …  | …  | …   | …  | 1.     |
| 1953                         | Krajská soutěž – sk. B   | 3      | 12 | 8  | 1 | 3 | 39 | 23 | +16 | 17 | 1.     |
| 1954                         | Krajská soutěž – sk. B   | 3      | 22 | 17 | 2 | 3 | 65 | 26 | +39 | 36 | 1.     |

### SFC Opava (1955 –)
Stručný přehled
Zdroj:
- 1955–1956: Oblastní soutěž – sk. D
- 1957–1958: Ostravský krajský přebor
- 1958–1960: Oblastní soutěž – sk. D
- 1960–1965: Severomoravský krajský přebor
- 1965–1966: Divize D
- 1966–1969: Severomoravský oblastní přebor
- 1969–1972: Divize D
- 1972–1977: 3. liga – sk. B
- 1977–1981: ČNFL – sk. B
- 1981–1985: II. ČNFL – sk. B
- 1985–1991: I. ČNFL
- 1991–1993: Českomoravská fotbalová liga
- 1993–1995: 2. liga
- 1995–2000: 1. liga
- 2000–2001: 2. liga
- 2001–2002: 1. liga
- 2002–2003: 2. liga
- 2003–2005: 1. liga
- 2005–2006: Přebor Moravskoslezského kraje
- 2006–2010: 2. liga
- 2010–2011: Moravskoslezská fotbalová liga
- 2011–2012: 2. liga
- 2012–2013: Fotbalová národní liga
- 2013–2014: Moravskoslezská fotbalová liga
- 2014–2018: Fotbalová národní liga
- 2018–2021 : 1. liga
- 2021- Fotbalová národní liga

Jednotlivé ročníky
Zdroj:
Legenda: Z – zápasy, V – výhry, R – remízy, P – porážky, VG – vstřelené góly, OG – obdržené góly, +/- – rozdíl skóre, B – body, červené podbarvení – sestup, zelené podbarvení – postup, fialové podbarvení – reorganizace, změna skupiny či soutěže
| Československo (1955 – 1993) |                                |        |    |    |    |    |     |    |     |    |        |
| Sezóny                       | Liga                           | Úroveň | Z  | V  | R  | P  | VG  | OG | +/- | B  | Pozice |
| 1955                         | Oblastní soutěž – sk. D        | 3      | 22 | 9  | 5  | 8  | 51  | 40 | +11 | 22 | 5.     |
| 1956                         | Oblastní soutěž – sk. D        | 3      | 26 | 9  | 4  | 9  | 40  | 41 | –1  | 22 | 7.     |
| 1957/58                      | Ostravský krajský přebor       | 4      | 33 | 21 | 5  | 7  | 90  | 39 | +51 | 47 | 1.     |
| 1958/59                      | Oblastní soutěž – sk. D        | 3      | 26 | 11 | 4  | 11 | 70  | 58 | +12 | 26 | 6.     |
| 1959/60                      | Oblastní soutěž – sk. D        | 3      | 28 | 8  | 7  | 13 | 67  | 59 | +8  | 23 | 11.    |
| 1960/61                      | Severomoravský krajský přebor  | 3      | 26 | 10 | 4  | 12 | 51  | 56 | –5  | 24 | 10.    |
| 1961/62                      | Severomoravský krajský přebor  | 3      | 26 | 9  | 9  | 8  | 50  | 56 | –6  | 27 | 5.     |
| 1962/63                      | Severomoravský krajský přebor  | 3      | 26 | 12 | 5  | 9  | 71  | 54 | +17 | 29 | 5.     |
| 1963/64                      | Severomoravský krajský přebor  | 3      | 26 | 12 | 1  | 13 | 60  | 55 | +5  | 25 | 6.     |
| 1964/65                      | Severomoravský krajský přebor  | 3      | 26 | 13 | 6  | 7  | 57  | 40 | +17 | 32 | 4.     |
| 1965/66                      | Divize D                       | 3      | 26 | 6  | 4  | 16 | 34  | 53 | –19 | 16 | 14.    |
| 1966/67                      | Severomoravský oblastní přebor | 4      | 26 | 10 | 8  | 8  | 53  | 57 | –4  | 28 | 4.     |
| 1967/68                      | Severomoravský oblastní přebor | 4      | 26 | 10 | 8  | 8  | 41  | 36 | +5  | 28 | 5.     |
| 1968/69                      | Severomoravský oblastní přebor | 4      | 26 | 14 | 7  | 5  | 52  | 31 | +21 | 35 | 3.     |
| 1969/70                      | Divize D                       | 4      | 30 | 10 | 12 | 8  | 43  | 35 | +8  | 32 | 6.     |
| 1970/71                      | Divize D                       | 4      | 30 | 11 | 12 | 7  | 38  | 34 | +4  | 34 | 5.     |
| 1971/72                      | Divize D                       | 4      | 30 | 17 | 9  | 4  | 53  | 22 | +31 | 43 | 1.     |
| 1972/73                      | 3. liga – sk. B                | 3      | 30 | 10 | 9  | 11 | 48  | 43 | +5  | 29 | 10.    |
| 1973/74                      | 3. liga – sk. B                | 3      | 30 | 9  | 13 | 8  | 38  | 31 | –7  | 31 | 6.     |
| 1974/75                      | 3. liga – sk. B                | 3      | 30 | 11 | 5  | 14 | 37  | 44 | –7  | 27 | 10.    |
| 1975/76                      | 3. liga – sk. B                | 3      | 30 | 12 | 10 | 8  | 42  | 32 | +10 | 34 | 5.     |
| 1976/77                      | 3. liga – sk. B                | 3      | 30 | 13 | 7  | 10 | 45  | 39 | +6  | 33 | 7.     |
| 1977/78                      | ČNFL – sk. B                   | 2      | 30 | 10 | 12 | 8  | 33  | 26 | +7  | 32 | 5.     |
| 1978/79                      | ČNFL – sk. B                   | 2      | 30 | 10 | 8  | 12 | 23  | 35 | –12 | 28 | 13.    |
| 1979/80                      | ČNFL – sk. B                   | 2      | 30 | 10 | 8  | 12 | 31  | 32 | –1  | 28 | 10.    |
| 1980/81                      | ČNFL – sk. B                   | 2      | 30 | 13 | 7  | 10 | 42  | 36 | +6  | 33 | 9.     |
| 1981/82                      | II. ČNFL – sk. B               | 3      | 30 | 17 | 9  | 4  | 47  | 23 | +24 | 43 | 2.     |
| 1982/83                      | II. ČNFL – sk. B               | 3      | 30 | 10 | 10 | 10 | 41  | 34 | +7  | 30 | 6.     |
| 1983/84                      | II. ČNFL – sk. B               | 3      | 30 | 13 | 6  | 11 | 51  | 31 | +20 | 32 | 8.     |
| 1984/85                      | II. ČNFL – sk. B               | 3      | 30 | 19 | 8  | 3  | 57  | 21 | +36 | 46 | 1.     |
| 1985/86                      | I. ČNFL                        | 2      | 30 | 14 | 6  | 10 | 47  | 46 | +1  | 34 | 6.     |
| 1986/87                      | I. ČNFL                        | 2      | 30 | 11 | 7  | 12 | 29  | 33 | –4  | 29 | 6.     |
| 1987/88                      | I. ČNFL                        | 2      | 28 | 12 | 5  | 11 | 33  | 32 | +1  | 29 | 7.     |
| 1988/89                      | I. ČNFL                        | 2      | 30 | 12 | 9  | 9  | 42  | 35 | +7  | 33 | 7.     |
| 1989/90                      | I. ČNFL                        | 2      | 30 | 8  | 10 | 12 | 37  | 47 | –10 | 26 | 10.    |
| 1990/91                      | I. ČNFL                        | 2      | 30 | 14 | 8  | 8  | 38  | 24 | +14 | 36 | 4.     |
| 1991/92                      | Českomoravská fotbalová liga   | 2      | 30 | 14 | 8  | 8  | 42  | 33 | +9  | 36 | 2.     |
| 1992/93                      | Českomoravská fotbalová liga   | 2      | 30 | 9  | 9  | 12 | 28  | 27 | +1  | 28 | 10.    |
| Česko (1993 –)               |                                |        |    |    |    |    |     |    |     |    |        |
| Sezóna                       | Liga                           | Úroveň | Z  | V  | R  | P  | VG  | OG | +/- | B  | Pozice |
| 1993/94                      | 2. česká fotbalová liga        | 2      | 30 | 16 | 9  | 5  | 43  | 21 | +22 | 41 | 3.     |
| 1994/95                      | 2. česká fotbalová liga        | 2      | 34 | 18 | 6  | 10 | 77  | 45 | +32 | 60 | 2.     |
| 1995/96                      | 1. liga                        | 1      | 30 | 13 | 7  | 10 | 40  | 34 | +6  | 46 | 6.     |
| 1996/97                      | 1. liga                        | 1      | 30 | 10 | 10 | 10 | 34  | 35 | –1  | 40 | 9.     |
| 1997/98                      | Gambrinus liga                 | 1      | 30 | 8  | 10 | 12 | 33  | 37 | –4  | 34 | 12.    |
| 1998/99                      | Gambrinus liga                 | 1      | 30 | 8  | 8  | 14 | 40  | 54 | –14 | 32 | 14.    |
| 1999/00                      | Gambrinus liga                 | 1      | 30 | 6  | 10 | 14 | 31  | 39 | –8  | 28 | 15.    |
| 2000/01                      | 2. česká fotbalová liga        | 2      | 30 | 17 | 9  | 4  | 57  | 20 | +37 | 60 | 2.     |
| 2001/02                      | Gambrinus liga                 | 1      | 30 | 5  | 3  | 22 | 23  | 58 | –35 | 18 | 16.    |
| 2002/03                      | 2. česká fotbalová liga        | 2      | 30 | 17 | 9  | 4  | 51  | 26 | +25 | 60 | 2.     |
| 2003/04                      | Gambrinus liga                 | 1      | 30 | 8  | 7  | 15 | 34  | 55 | –21 | 31 | 12.    |
| 2004/05                      | Gambrinus liga                 | 1      | 30 | 5  | 9  | 16 | 25  | 42 | –17 | 18 | 16.    |
| 2005/06                      | Přebor Moravskoslezského kraje | 5      | 30 | 28 | 2  | 0  | 105 | 11 | +94 | 86 | 1.     |
| 2006/07                      | 2. česká fotbalová liga        | 2      | 30 | 15 | 8  | 7  | 47  | 28 | +19 | 53 | 4.     |
| 2007/08                      | 2. česká fotbalová liga        | 2      | 30 | 15 | 5  | 10 | 46  | 31 | +15 | 50 | 3.     |
| 2008/09                      | 2. česká fotbalová liga        | 2      | 30 | 12 | 7  | 11 | 44  | 38 | +6  | 43 | 7.     |
| 2009/10                      | 2. česká fotbalová liga        | 2      | 30 | 6  | 11 | 13 | 30  | 37 | –7  | 29 | 15.    |
| 2010/11                      | Moravskoslezská fotbalová liga | 3      | 28 | 21 | 6  | 1  | 62  | 13 | +49 | 69 | 1.     |
| 2011/12                      | 2. česká fotbalová liga        | 2      | 30 | 11 | 8  | 11 | 46  | 36 | +10 | 41 | 8.     |
| 2012/13                      | Fotbalová národní liga         | 2      | 30 | 5  | 6  | 19 | 34  | 60 | –26 | 21 | 16.    |
| 2013/14                      | Moravskoslezská fotbalová liga | 3      | 30 | 18 | 8  | 4  | 48  | 21 | +27 | 62 | 1.     |
| 2014/15                      | Fotbalová národní liga         | 2      | 30 | 11 | 9  | 10 | 36  | 35 | +1  | 42 | 9.     |
| 2015/16                      | Fotbalová národní liga         | 2      | 28 | 6  | 14 | 8  | 34  | 37 | –3  | 32 | 11.    |
| 2016/17                      | Fotbalová národní liga         | 2      | 30 | 19 | 6  | 5  | 61  | 33 | +28 | 63 | 3.     |
| 2017/18                      | Fotbalová národní liga         | 2      | 30 | 18 | 9  | 3  | 76  | 33 | +43 | 63 | 1.     |
| 2018/19                      | Fortuna:Liga                   | 1      | 35 | 12 | 7  | 16 | 47  | 57 | –10 | 43 | 12.    |
| 2019/20                      | Fortuna:Liga                   | 1      | 33 | 5  | 10 | 18 | 17  | 50 | –33 | 25 | 15.    |
| 2020/21                      | Fortuna:Liga                   | 1      | 34 | 3  | 8  | 23 | 23  | 71 | –48 | 17 | 18.    |
| 2021/22                      | Fotbalová národní liga         | 2      | 30 | 14 | 9  | 7  | 47  | 33 | +14 | 51 | 3.     |
| 2022/23                      | Fotbalová národní liga         | 2      | 30 | 8  | 10 | 12 | 26  | 29 | -3  | 34 | 13.    |
| 2023/24                      | Fotbalová národní liga         | 2      | 30 | 11 | 7  | 12 | 36  | 36 | 0   | 40 | 6.     |
| 2024/25                      | Fotbalová národní liga         | 2      | 30 | 9  | 9  | 12 | 29  | 39 | -10 | 36 | 13.    |
| 2025/26                      | Fotbalová národní liga         | 2      |    |    |    |    |     |    |     |    |        |

Poznámky:
- 1976/77: Po sezóně proběhla reorganizace nižších soutěží, 3. liga byla zrušena – prvních 9 mužstev postupovalo do I. ČNFL (2. nejvyšší soutěž), zbylá mužstva sestoupila do příslušných divizních skupin (nově 3. nejvyšší soutěž).
- 1980/81: Po sezoně došlo k reorganizaci soutěží, vzniká 2. ČNFL (3. nejvyšší soutěž) do které sestoupilo posledních 8 týmů z I. ČNFL.
- 2004/05: Jako výsledek korupční aféry bylo Opavě odečteno 6 bodů. Po sezóně navíc klub nebyl, kvůli problémům s majitelem, přihlášen ani do 2. ligy. Nakonec se klub přihlásil do krajského přeboru (5. nejvyšší soutěž).
- 2005/06: Po sezóně klub odkoupil druholigovou licenci od kroměřížské Hanácké Slavie.

## Přehled výsledků v evropských pohárech
Zdroj: 
| Ročník | Soutěž          | Kolo               | Klub                       | Skóre (doma, venku) | Střelci branek                             |
| ------ | --------------- | ------------------ | -------------------------- | ------------------- | ------------------------------------------ |
| 1996   | Pohár Intertoto | Základní skupina 8 | FK KAMAZ Naberežnyje Čelny | 1:2 (D)             | Rozhon Martin                              |
| 1996   | Pohár Intertoto | Základní skupina 8 | PFK Spartak Varna          | 1:0 (V)             | Hendrych Roman                             |
| 1996   | Pohár Intertoto | Základní skupina 8 | TSV 1860 München           | 0:2 (D)             |                                            |
| 1996   | Pohár Intertoto | Základní skupina 8 | ŁKS Łódź                   | 3:0 (V)             | Roman Janoušek, Jan Baránek, Aleš Rozsypal |

## Nejlepší střelci
| Ročník  | Soutěž                         | Střelec             | Branky |
| ------- | ------------------------------ | ------------------- | ------ |
| 2000/01 | 2. liga                        | Radek Onderka       | 9      |
| 2000/01 | 2. liga                        | Michal Hampel       | 9      |
| 2001/02 | Gambrinus liga                 | Ladislav Suchánek   | 4      |
| 2002/03 | 2. liga                        | Petr Švancara       | 20     |
| 2003/04 | Gambrinus liga                 | Filip Dort          | 11     |
| 2004/05 | Gambrinus liga                 | William Batista     | 5      |
| 2005/06 | Přebor Moravskoslezského kraje | Dušan Půda          | 25     |
| 2006/07 | 2. liga                        | Libor Kozák         | 8      |
| 2007/08 | 2. liga                        | Libor Kozák         | 11     |
| 2008/09 | 2. liga                        | Milan Halaška       | 10     |
| 2009/10 | 2. liga                        | Zdeněk Klesnil      | 4      |
| 2010/11 | Moravskoslezská fotbalová liga | Zdeněk Klesnil      | 14     |
| 2011/12 | 2. liga                        | Tomas Radzinevičius | 10     |
| 2012/13 | Fotbalová národní liga         | Hynek Prokeš        | 5      |
| 2013/14 | Moravskoslezská fotbalová liga | Petr Nekuda         | 13     |
| 2014/15 | Fotbalová národní liga         | Nemanja Kuzmanović  | 10     |
| 2015/16 | Fotbalová národní liga         | Nemanja Kuzmanović  | 7      |
| 2016/17 | Fortuna národní liga           | Jan Schaffartzik    | 14     |
| 2017/18 | Fortuna národní liga           | Nemanja Kuzmanović  | 18     |
| 2018/19 | Fortuna:Liga                   | Tomáš Smola         | 9      |
| 2019/20 | Fortuna:Liga                   | René Dedič          | 4      |
| 2020/21 | Fortuna:Liga                   | Aleš Nešický        | 5      |
| 2021/22 | Fotbalová národní liga         | Matěj Helešic       | 9      |
| 2022/23 | Fotbalová národní liga         | Samuel Šigut        | 5      |
| 2023/24 | Fotbalová národní liga         | Filip Blecha        | 8      |
| 2024/25 | Fotbalová národní liga         | Libor Kozák         | 7      |

## SFC Opava „B“
SFC Opava „B“ je rezervní tým Opavy, hrající od sezony 2019/20 Divizi F (4. nejvyšší soutěž). Největšího úspěchu dosáhl klub v sezóně 2014/15, kdy se v MSFL (3. nejvyšší soutěž) umístil na 16. místě. 

### Soupiska
| # | Pozice | Hráč            |
| - | ------ | --------------- |
| 1 | B      | Matěj Hafera    |
| 2 |        | Adam Buchta     |
| 4 | O      | Michał Jaroszek |
| 6 |        | Filip Kokeš     |
| 6 |        | Daniel Panyla   |

| #  | Pozice | Hráč             |
| -- | ------ | ---------------- |
| 7  | Z      | Richard Kovárník |
| 27 | O      | Robin Hendrych   |
| 40 | Ú      | Hamza Abdullahi  |
|    | Z      | Ondřej Kučera    |
|    | O      | Filip Chládek    |

### Umístění v jednotlivých sezonách
Stručný přehled
Zdroj:
- 1989–1991: I. A třída Severomoravského kraje – sk. A
- 1991–1992: Slezský župní přebor
- 1992–1993: I. A třída Slezské župy – sk. A
- 2003–2005: Divize E
- 2009–2014: Divize E
- 2014–2015: Moravskoslezská fotbalová liga
- 2015–2019 : Divize E
- 2019–: Divize F

Jednotlivé ročníky
Zdroj:
Legenda: Z – zápasy, V – výhry, R – remízy, P – porážky, VG – vstřelené góly, OG – obdržené góly, +/- – rozdíl skóre, B – body, červené podbarvení – sestup, zelené podbarvení – postup, fialové podbarvení – reorganizace, změna skupiny či soutěže
| Československo (1989 – 1993) |                                           |        |    |    |    |    |    |    |     |    |        |
| Sezóny                       | Liga                                      | Úroveň | Z  | V  | R  | P  | VG | OG | +/- | B  | Pozice |
| 1989/90                      | I. A třída Severomoravského kraje – sk. A | 6      | 26 | 11 | 2  | 13 | 38 | 52 | −14 | 24 | 12.    |
| 1990/91                      | I. A třída Severomoravského kraje – sk. A | 6      | 26 | 13 | 3  | 10 | 44 | 38 | +6  | 29 | 5.     |
| 1991/92                      | Slezský župní přebor                      | 5      | 30 | …  | …  | …  | …  | …  | …   |    |        |
| 1992/93                      | I. A třída Slezské župy – sk. A           | 6      | 26 | 13 | 4  | 9  | 50 | 27 | +23 | 30 | 3.     |
| Česko (1993 –)               |                                           |        |    |    |    |    |    |    |     |    |        |
| Sezóny                       | Liga                                      | Úroveň | Z  | V  | R  | P  | VG | OG | +/- | B  | Pozice |
| …                            |                                           |        |    |    |    |    |    |    |     |    |        |
| 2003/04                      | Divize E                                  | 4      | 30 | 19 | 7  | 4  | 65 | 21 | +44 | 64 | 2.     |
| 2004/05                      | Divize E                                  | 4      | 30 | 15 | 6  | 9  | 60 | 43 | +17 | 51 | 4.     |
| …                            |                                           |        |    |    |    |    |    |    |     |    |        |
| 2009/10                      | Divize E                                  | 4      | 30 | 12 | 7  | 11 | 42 | 38 | +4  | 43 | 6.     |
| 2010/11                      | Divize E                                  | 4      | 28 | 11 | 6  | 11 | 44 | 32 | +12 | 39 | 8.     |
| 2011/12                      | Divize E                                  | 4      | 30 | 10 | 6  | 14 | 49 | 61 | −12 | 36 | 11.    |
| 2012/13                      | Divize E                                  | 4      | 30 | 14 | 4  | 12 | 56 | 43 | +13 | 46 | 4.     |
| 2013/14                      | Divize E                                  | 4      | 30 | 15 | 6  | 9  | 53 | 44 | +9  | 51 | 2.     |
| 2014/15                      | Moravskoslezská fotbalová liga            | 3      | 30 | 2  | 2  | 26 | 24 | 80 | −56 | 8  | 16.    |
| 2015/16                      | Divize E                                  | 4      | 30 | 10 | 8  | 12 | 44 | 42 | +2  | 38 | 9.     |
| 2016/17                      | Divize E                                  | 4      | 30 | 11 | 4  | 15 | 36 | 50 | −14 | 37 | 11.    |
| 2017/18                      | Divize E                                  | 4      | 30 | 16 | 6  | 8  | 60 | 33 | +27 | 54 | 6.     |
| 2018/19                      | Divize E                                  | 4      | 30 | 14 | 7  | 9  | 66 | 37 | +29 | 49 | 5.     |
| ** 2019/20                   | Divize F                                  | 4      | 13 | 8  | 2  | 3  | 42 | 22 | +20 | 26 | 2.     |
| ** 2020/21                   | Divize F                                  | 4      | 9  | 6  | 0  | 3  | 24 | 13 | +11 | 18 | 5.     |
| 2021/22                      | Divize F                                  | 4      | 26 | 12 | 5  | 9  | 61 | 38 | +22 | 41 | 5.     |
| 2022/23                      | Divize F                                  | 4      | 26 | 15 | 4  | 7  | 60 | 30 | +30 | 49 | 3.     |
| 2023/24                      | Divize F                                  | 4      | 30 | 17 | 5  | 8  | 67 | 41 | +26 | 56 | 2.     |
| 2024/25                      | Divize F                                  | 4      | 30 | 8  | 12 | 10 | 54 | 49 | +5  | 36 | 10.    |

Poznámky:
- 2008/09: FK Avízo Město Albrechtice přenechalo své místo v Divizi E (4. nejvyšší soutěž) opavské rezervě.
- 2013/14: Sokol Lískovec postup do MSFL (3. nejvyšší soutěž) odmítl, místo něho postoupila opavská rezerva.
- 2019/20: Tým byl přesunut do nově vzniklé Divize F.

**= sezona předčasně ukončena z důvodu pandemie covidu-19